# Medaillenspiegel der Olympischen Winterspiele 2022
Diese Tabelle zeigt den Medaillenspiegel der Olympischen Winterspiele 2022 in Peking. Die Nationalen Olympischen Komitees (NOKs) sind nach der Anzahl der gewonnenen Goldmedaillen sortiert, gefolgt von der Anzahl der Silber- und Bronzemedaillen. Dies entspricht der Systematik, die vom Internationalen Olympischen Komitee (IOC) verwendet wird.
Norwegen stellte mit 16 gewonnenen Goldmedaillen einen neuen Rekord auf. Bis dahin lag der Rekordwert an gewonnenen Goldmedaillen bei Olympischen Winterspielen bei 14, gehalten von Kanada (im Jahr 2010) sowie Norwegen und Deutschland (beide im Jahr 2018). Zu erwähnen ist allerdings auch, dass die Anzahl an Entscheidungen und somit die Möglichkeiten Medaillen zu gewinnen seit 2010 von 86 auf 109 bei Olympischen Winterspielen 2022 stark anwuchs. Die Leistung verschiedener NOKs in unterschiedlichen Austragungsjahren sind somit nur eingeschränkt vergleichbar.
Weisen zwei oder mehr NOKs eine identische Medaillenbilanz auf, werden sie – alphabetisch geordnet – auf demselben Rang gelistet.

## Medaillenspiegel
| Platz | Mannschaft                           | Gold | Silber | Bronze | Gesamt |
| ----- | ------------------------------------ | ---- | ------ | ------ | ------ |
| 01    | Norwegen (NOR)                       | 16   | 8      | 13     | 37     |
| 02    | Deutschland (GER)                    | 12   | 10     | 5      | 27     |
| 03    | Vereinigte Staaten (USA)             | 9    | 9      | 7      | 25     |
| 04    | Volksrepublik China (CHN)            | 9    | 4      | 2      | 15     |
| 05    | Schweden (SWE)                       | 8    | 5      | 5      | 18     |
| 06    | Niederlande (NED)                    | 8    | 5      | 4      | 17     |
| 07    | Österreich (AUT)                     | 7    | 7      | 4      | 18     |
| 08    | Schweiz (SUI)                        | 7    | 2      | 6      | 15     |
| 09    | Russisches Olympisches Komitee (ROC) | 5    | 12     | 15     | 32     |
| 10    | Frankreich (FRA)                     | 5    | 7      | 2      | 14     |
| 11    | Kanada (CAN)                         | 4    | 8      | 14     | 26     |
| 12    | Japan (JPN)                          | 3    | 7      | 8      | 18     |
| 13    | Italien (ITA)                        | 2    | 7      | 8      | 17     |
| 14    | Südkorea (KOR)                       | 2    | 5      | 2      | 9      |
| 15    | Slowenien (SLO)                      | 2    | 3      | 2      | 7      |
| 16    | Finnland (FIN)                       | 2    | 2      | 4      | 8      |
| 17    | Neuseeland (NZL)                     | 2    | 1      | —      | 3      |
| 18    | Australien (AUS)                     | 1    | 2      | 1      | 4      |
| 19    | Großbritannien (GBR)                 | 1    | 1      | —      | 2      |
| 20    | Ungarn (HUN)                         | 1    | —      | 2      | 3      |
| 21    | Belgien (BEL)                        | 1    | —      | 1      | 2      |
| 0     | Slowakei (SVK)                       | 1    | —      | 1      | 2      |
| 0     | Tschechien (CZE)                     | 1    | —      | 1      | 2      |
| 24    | Belarus (BLR)                        | —    | 2      | —      | 2      |
| 25    | Spanien (ESP)                        | —    | 1      | —      | 1      |
| 0     | Ukraine (UKR)                        | —    | 1      | —      | 1      |
| 27    | Estland (EST)                        | —    | —      | 1      | 1      |
| 0     | Lettland (LAT)                       | —    | —      | 1      | 1      |
| 0     | Polen (POL)                          | —    | —      | 1      | 1      |
|       | Gesamt                               | 109  | 109    | 110    | 328    |

Kamila Walijewa wurden wegen Doping überführt. Daher wurden ihre Punkte aus der Wertung entfernt und somit rutschte  ROC vom ersten auf den dritten Platz ab.